# Bayerische G 4/5 H
Die Maschinen der Klasse G 4/5 H der Königlich Bayerischen Staatsbahn waren die leistungsfähigsten deutschen Güterzuglokomotiven der Achsfolge 1'D.
Die Lokomotivfabrik Maffei in München orientierte sich bei deren Konstruktion an den hauseigenen Konstruktionsprinzipien nach der Schule von Anton Hammel und Heinrich Leppla, welche auch für die berühmte Bayerische S 3/6 verantwortlich zeichneten. Es ist eine klare Entwicklungslinie der Firma Maffei von der noch zweizylindrigen bayerischen G 4/5 N über die für die Schweizer Gotthardbahn-Gesellschaft gebauten C 4/5 und an die Badische Staatsbahn gelieferten VIII e bis zur G 4/5 H ersichtlich.
Die Lokomotiven verfügten über ein Heißdampf-Vierzylinder-Verbundtriebwerk und hatten ebenso wie die meisten anderen bayerischen Vierzylinder-Verbundlokomotiven einen Barrenrahmen, der den Zugang zum Innentriebwerk erleichterte. Alle vier Zylinder wirkten auf die zweite Kuppelachse. Die Vorlaufachse war als Adamsachse ausgeführt.
Die Leistungsdaten aus dem Merkbuch geben an, dass die Maschinen in der Lage waren, auf einer Steigung von 10 ‰  einen 420 Tonnen schweren Zug noch mit 50 km/h befördern zu können, bei 25 ‰ noch 275 t mit 30 km/h.
Zwischen 1915 und 1919 wurden von Maffei und Krauss 195 Fahrzeuge für die Königlich Bayerische Staatsbahn gebaut. Weitere 10 bzw. 25 Lokomotiven wurden vom Reichseisenbahnamt für die MGD Brüssel sowie vom Chef des Feldeisenbahnwesens für den Kriegseinsatz bestellt und nach dem Ende des Ersten Weltkriegs ebenfalls von Bayern übernommen. 48 Maschinen gingen im Rahmen der Waffenstillstandsabgaben 1919 an Frankreich, weitere 13 Exemplare mussten an Belgien abgetreten werden. Die in Deutschland verbliebenen 169 Maschinen wurden durch die Deutsche Reichsbahn in 56 801–809, 56 901–1035 und 56 1101–1125 umgenummert.
Aufgrund des Transportrückganges während der Weltwirtschaftskrise, der fortschreitenden Elektrifizierung in Südbayern und der massenweise vollzogenen Umstationierung einfacherer preußischer Güterzuglokomotiven in die bayerischen Direktionen fielen die G 4/5 H sehr früh der Ausmusterung anheim. Bereits 1933 begann die Ausmusterung dieser Gattung, die so rasch voranschritt, dass zu Beginn des Zweiten Weltkriegs nur mehr fünf Exemplare vorhanden waren. Das Kriegsende erlebten noch zwei Lokomotiven, die 1947 ausgemustert und verschrottet wurden. Über die tatsächlichen Gründe dieser frühen Ausmusterung kann heute nur mehr spekuliert werden, nicht von der Hand zu weisen ist sicherlich u. a. auch die Abneigung des einflussreichen Bauartdezernenten Wagner gegen die wartungsintensivere Vierzylinder-Verbundtechnik.
Die G 4/5 H waren mit Schlepptendern der Bauart bay 3 T 20,2 gekuppelt, welche oft nach der Ausmusterung der Lokomotiven (aufgrund ihres geringen Alters und ihrer größeren Kapazität) mit in bayerischen Direktionen stationierten Lokomotiven der preußischen Gattung G 10 gekuppelt wurden.